# Henry Ponsonby

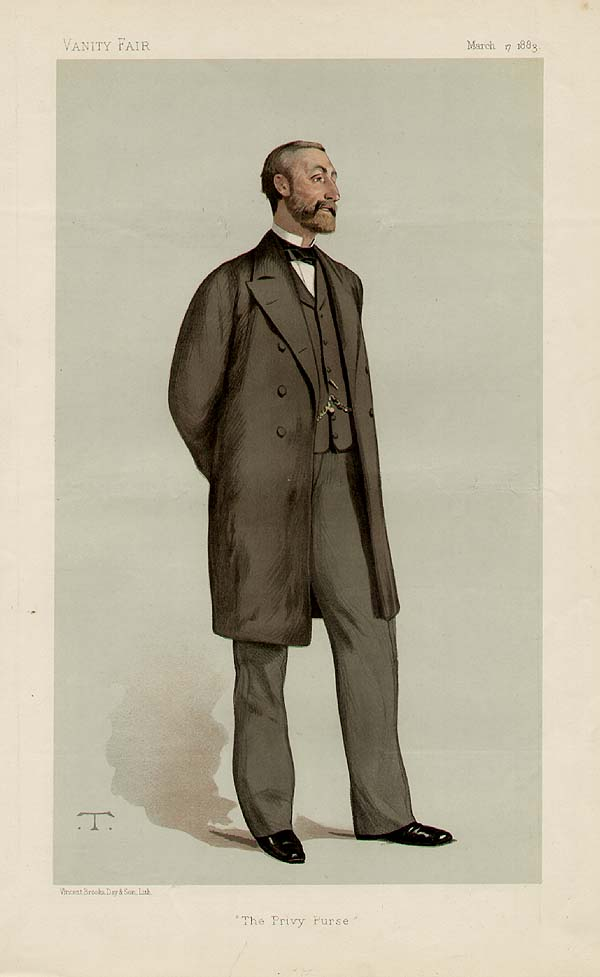
Henry Ponsonby

Henry Frederick Ponsonby (ur. 10 grudnia 1825, zm. 21 listopada 1895) – brytyjski arystokrata i wojskowy, jedyny syn generała-majora Fredericka Cavendisha Ponsonby’ego i lady Emily Bathurst, córki 3. hrabiego Bathurst.
Uzyskał rangę pułkownika Grenadierów Gwardii (Grenadier Guards). Brał udział w wojnie krymskiej. Za postawę na polu bitwy otrzymał Krzyż Wielki Orderu Łaźni i turecki Order Medżydów. Był członkiem Tajnej Rady i prywatnym sekretarzem lorda namiestnika Irlandii. W latach 1870–1895 był prywatnym sekretarzem królowej Wiktorii.
30 kwietnia 1861 r. poślubił Mary Elisabeth Bulteel (zm. 16 października 1916), córkę Johna Bulteela i lady Elisabeth Grey, córki 2. hrabiego Grey. Henry i Mary mieli razem trzech synów i dwie córki:
- Alberta Victoria Ponsonby (zm. 15 października 1945), żona generała-majora Williama Montgomery’ego, nie miała dzieci
- Magdalen Ponsonby (zm. 1 lipca 1934)
- John Ponsonby (25 marca 1866 – 26 marca 1952)
- Frederick Edward Grey Ponsonby (16 września 1867 – 20 października 1935), 1. baron Sysonby
- Arthur Augustus William Harry Ponsonby (16 lutego 1871 – 24 marca 1946), 1. baron Ponsonby of Shulbrede

W filmie Jej wysokość pani Brown (1997) Johna Maddena w rolę Ponsonby’ego wcielił się Geoffrey Palmer.